# Diosmetina
La diosmetina è un flavone che può essere estratto dalle piante del genere Vicia.
Costituisce l'aglicone della diosmina e della neodiosmina.
Introdotta nella dieta sotto forma di diosmina, la flora batterica intestinale provvede a liberare la diosmetina, l'aglicone, che viene poi assorbita a livello gastroenterico.
La diosmetina, una volta entrata in circolo, è metabolizzata per idrossilazione e successiva coniugazione con glicina. I suoi metaboliti vengono infine eliminati con le urine.